# Wapen van Delft
Het wapen van Delft werd op 24 juli 1816 door de Hoge Raad van Adel aan de Nederlandse gemeente Delft toegekend. Het wapen, of vergelijkbare wapens, wordt echter al veel langer gebruikt. 

## Geschiedenis
Het is bekend dat de paal in het midden van het wapen symbool staat voor de Oude Delft. Het oudste zegel, uit 1260, dat gebruikt werd in de periode van 1299 tot 1416 vertonen reeds een paal, echter met die verschillen dat zij aan weerszijden van de paal een burcht met drie torens vertonen. Het daaropvolgende zegel, uit de periode 1472 tot 1600, had een vergelijkbare voorstelling, maar de burchten waren vervangen door torens met daarop vaantjes met daarop een paal. Op een zegel uit 1444 tot 1758 staat het wapen echt als wapen afgebeeld. Er staat een gotische poort met daarin een leeuw. Onder de poort staat een wapen met paal afgebeeld. Wat er precies op dat wapen is afgebeeld wordt niet helemaal duidelijk. Waarschijnlijk gaat het om een zwarte paal op een zilveren veld, zoals te zien is in een paneel in een glas-in-loodraam in het stadhuis van Edam. 
Het wapen van Delft dat onder de poort hangt kan ook een ander wapen zijn dat gebaseerd is op kleine zegels dat de stad voerde stad. Het eerste zegel uit de periode van 1583 tot 1654 toont een wapen met de paal met een lint, opgehangen aan een tak. Dit wapen wordt aan beide zijden vastgehouden door een klimmende leeuw. Het tweede zegel uit de periode van 1658 tot 1719 toont een wapen zonder tak, maar wel vastgehouden door de twee leeuwen. Op het derde zegel, uit de periode van 1725 tot 1810, wordt het wapen gedekt door een vijfbladige kroon gehouden door de leeuwen. 
Gedurende de Franse Tijd kreeg Delft het recht om een vrijkwartier aan het wapen toe te voegen. Dit vrijkwartier bestond uit een blauw veld met daarop een gouden N. Het vrijkwartier stond symbool voor de steden van de tweede klasse van de bonne villes de l'empire. Dit was  de Franse aanduiding voor de goede steden van het Rijk. Ook kreeg het wapen een zilveren muurkroon. Het is onduidelijk of dit vrijkwartier ooit is toegepast.
Na het einde van de Franse tijd kreeg de stad een nieuw wapen wat sterk leek op het wapen dat gebruikt werd voor de invoering van het Napoleontische wapen. Het nieuwe wapen heeft een aantal aanpassingen ten opzichte van het oude wapen: de twee aanziende (naar de toeschouwer kijkende) leeuwen als schildhouders en de kroon op het schild. Het oude wapen voerde geen kroon en het nieuwe wapen voert een gravenkroon. Dit wapen werd op 16 juli 1816 per Koninklijk Besluit verleend.
Alle versies van het wapen, op zegels en anderszins, worden de leeuwen niet aanziend (naar de kijker toegekeerd) afgebeeld. Het is onduidelijk waarom bij de Hoge Raad van Adel de tekening wel aanziende leeuwen toont. De Hoge Raad van Adel gebruikt de tekening als officieel document en niet de beschrijving. Hierdoor is het officiële wapen dus met aanziende leeuwen. Een ander verschil tussen de tekening en de omschrijving is de kroon. Op de tekening staat een gouden kroon van drie bladeren met daartussen twee groepjes van drie parels. De omschrijving heeft het echter over vijf bladeren met daartussen vier parels.

## Blazoen
Het wapen van Delft heeft de volgende blazoenering:
Van zilver, beladen met een pal van sabel. Het wapen gedekt met eene kroon met vijf fleurons, alles van goud, en vastgehouden door twee klimmende leeuwen van keel.
Het schild is van zilver met daarop, in het midden, een zwarte paal. Op de zwarte paal worden meestal golflijntjes afgebeeld. Het wapen wordt gedekt door een gouden kroon van drie bladeren met daartussen twee keer drie parels. Dit spreekt de blazoenering tegen, maar de tekening is in het geval van dit wapen leidend. Het geheel wordt gehouden door twee rode klimmende leeuwen.